# Ponte de Piscais

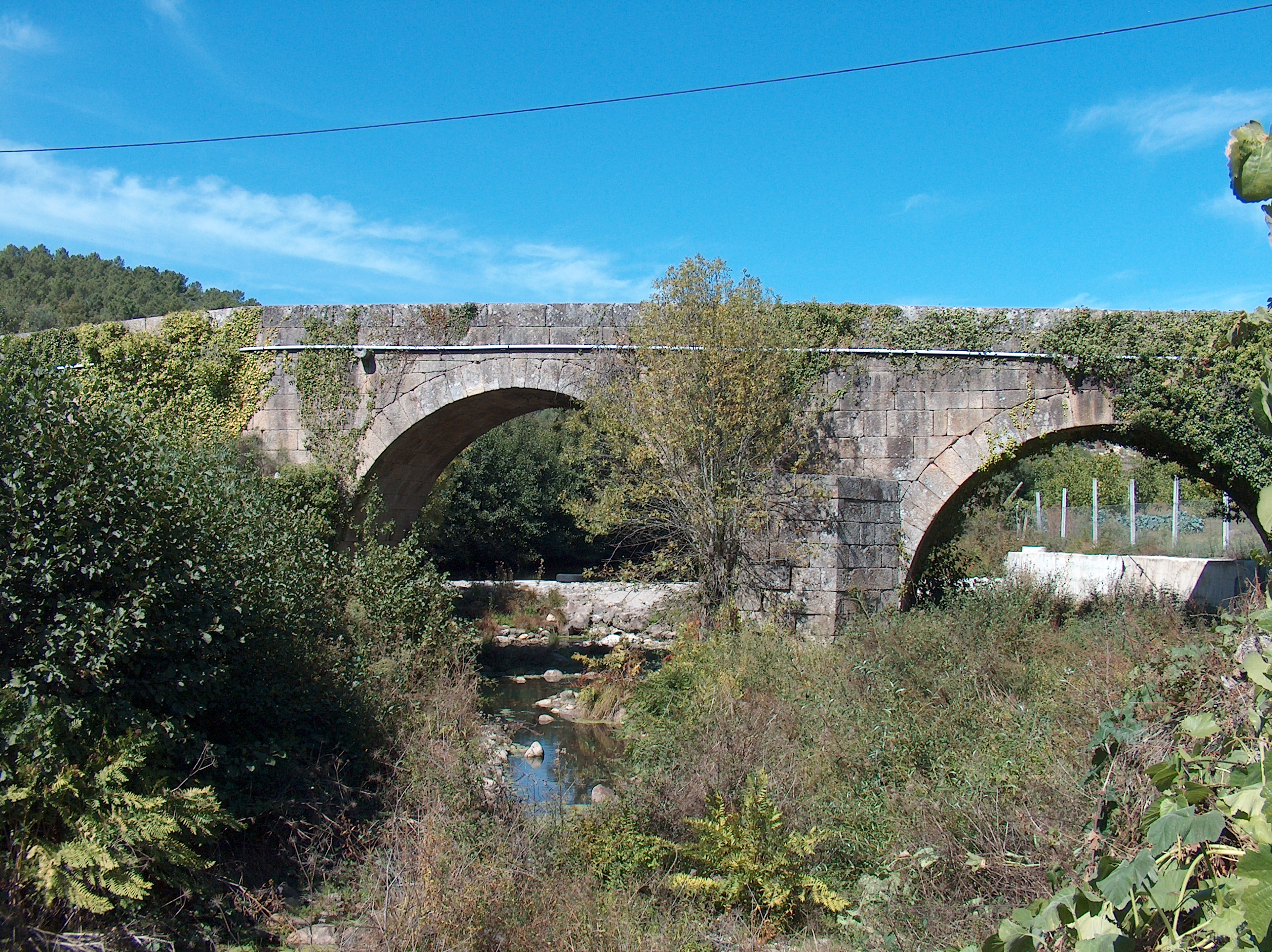

A Ponte de Piscais, sobre o Rio Corgo, é uma ponte medieval situada a norte da cidade de Vila Real, na freguesia de Mouçós, Portugal. Esta obra fazia parte de uma importante via que ligava Bragança a Entre Douro e Minho, atravessando a Serra do Marão. Durante a Dinastia Filipina, foi sujeita a uma grande intervenção.
Está classificada como Imóvel de Interesse Público desde 1977.